# Paraleucilla cucumis
Paraleucilla cucumis är en svampdjursart som först beskrevs av Ernst Haeckel 1872.  Paraleucilla cucumis ingår i släktet Paraleucilla och familjen Amphoriscidae. Inga underarter finns listade i Catalogue of Life.